# Hexed
Albums de Children of Bodom
I Worship Chaos
(2015)
Hexed est le dixième album studio du groupe finlandais de death metal mélodique Children of Bodom, sorti le 8 mars 2019 sur le label Nuclear Blast. 
C'est le dernier album studio du groupe, si l'on excepte le EP Paint the Sky with Blood de Bodom After Midnight, groupe qui s'inscrit dans la continuité de Children of Bodom.
Intégré au groupe depuis 2016, le guitariste Daniel Freyberg y fait sa première apparition studio.

## Liste des titres
Toutes les chansons sont écrites et composées par Alexi Laiho.
| 1.    | This Road                        | 4:33 |
| 2.    | Under Grass and Clover           | 3:33 |
| 3.    | Glass Houses                     | 3:27 |
| 4.    | Hecate’s Nightmare               | 4:09 |
| 5.    | Kick in a Spleen                 | 3:34 |
| 6.    | Platitudes and Barren Words      | 4:13 |
| 7.    | Hexed                            | 5:03 |
| 8.    | Relapse (The Nature of My Crime) | 3:26 |
| 9.    | Say Never Look Back              | 4:23 |
| 10.   | Soon Departed                    | 4:54 |
| 11.   | Knuckleduster                    | 3:27 |
| 46:55 |                                  |      |

## Membres du groupe
- Alexi Laiho – chant, guitare
- Jaska Raatikainen – batterie, chant secondaire
- Henkka Seppälä – basse, chant secondaire
- Janne Wirman – claviers
- Daniel Freyberg – guitare, chant secondaire